# Балзорано Нуово (Л'Аквила)
Балзорано Нуово (итал. Balsorano Nuovo) је насеље у Италији у округу Л'Аквила, региону Абруцо.
Према процени из 2011. у насељу је живело 1992 становника. Насеље се налази на надморској висини од 355 м.